# Stora och Lilla Ängesön
Stora och Lilla Ängesön är en ö i Finland. Den ligger i Skärgårdshavet och i kommunen Kimitoön i landskapet Egentliga Finland, i den sydvästra delen av landet. Ön ligger omkring 59 kilometer söder om Åbo och omkring 140 kilometer väster om Helsingfors.
Öns area är 2,71 kvadratkilometer och dess största längd är 3,9 kilometer i nord-sydlig riktning. En person bor på ön året runt.
Stora Ängesön och Lilla Ängesön har varit två skilda öar. Sundet mellan dem har försvunnit på grund av landhöjning. Nuförtiden finns det en sjövik Långviken och en flada Storfladan var sundet har funnits. Sundet har varit en bra naturhamn för skeppar och det är möjligt att hamnen Ängishamn som har nämnts i medeltida dokument syftar på sundet. Finlands enda runsten har hittats från Långviken.
Tokholmen har vuxit fast med Stora och Lilla Ängesön. Det finns flera gamla stenmurar på Tokholmen vilka är byggda av en före detta "tokig" invånare.